# Мауро Икарди
Мауро Емануел Икарди (шп. Mauro Icardi; 19. фебруар 1993) професионални је аргентински фудбалер који тренутно игра у турској Суперлиги за Галатасарај и репрезентацију Аргентине на позицији нападача.

## Највећи успеси

### Париз Сен Жермен
- Првенство Француске (2) : 2019/20, 2021/22.
- Куп Француске (2) : 2019/20, 2020/21.
- Лига куп Француске (1) : 2019/20.
- Суперкуп Француске (2) : 2020, 2022.
- Лига шампиона : финале 2019/20.

### Галатасарај
- Првенство Турске (1) : 2022/23.

### Индивидуална признања
- Играч године у Серији А (1) : 2017/18.
- Најбољи стрелац у Серији А (2) : 2014/15, 2017/18.
- Тим године у Серији А (2) : 2014/15, 2017/18.
- Гол године у Серији А (1) : 2017/18.